# Amalie Szigethy
Amalie Josephine Szigethy (Kokkedal, 21 agosto 1991) è una cantante e personaggio televisivo danese.

## Biografia
Amalie Szigethy è salita alla ribalta nel 2010 con la sua partecipazione al reality show danese Paradise Hotel. Nello stesso anno TV3 ha prodotto e mandato in onda il suo reality show personale, Amalies verden, andato in onda per tre stagioni fino al 2012.
Nell'autunno del 2010 è uscito Du & jeg, il singolo di debutto di Amalie Szigethy, che ha raggiunto la 39ª posizione della classifica danese e che ha anticipato l'album I mine sko, il quale ha debuttato al 24º posto in classifica.
Nel 2011 Amalie Szigethy si è ritrovata al centro di una bufera mediatica quando ha denunciato il fidanzato Peter Birch per violenze sessuali, accusandolo di averla tenuta legata in uno scantinato e di aver abusato di lei mentre era ubriaca. Il processo giudiziario si è concluso con una condanna di 40 giorni di reclusione per il giovane.
Nel corso del decennio successivo è stata una presenza fissa nei reality e game show di TV3, prendendo parte a programmi come Fangerne på Fortet, Til middag hos... e Divaer i junglen.

## Discografia

### Album in studio
- 2010 – I mine sko

### Singoli
- 2010 – Du & jeg
- 2010 – Den jeg er nu